# Delicate Sound of Thunder
Delicate Sound of Thunder –en español: «Delicado Sonido del Trueno»– es un álbum doble en directo de la banda británica Pink Floyd, el primero lanzado en la época en la cual el guitarrista David Gilmour lideraba la banda. Este disco es el correspondiente a la gira de A Momentary Lapse of Reason. Fue lanzado en 1988 como doble LP, doble casete, y doble CD. Existe también una filmación de dicha gira también titulada Delicate Sound of Thunder lanzada en VHS y Laserdisc. Grabado en vivo magistralmente por Buford Jones, no fue en absoluto retocado en estudio. Considerado por muchos ingenieros uno de los mejores trabajos grabado en vivo hasta la fecha. Utilizó más de 130 canales de mezcla, efectos estéreos y cuadrafónicos en vivo con excepción del concierto de Venecia (enteramente en estéreo).
Nota: En las Versiones del DVD, VHS y Laserdisc fueron agregadas las canciones On the Run y The Great Gig in the Sky del álbum The Dark Side of the Moon y One Slip del álbum A Momentary Lapse of Reason sustituyendo a Another Brick in the Wall del álbum The Wall que fue quitada de los DVD, VHS y Laserdisc.
Una re-edición del álbum y del filme fueron relanzados en 2019 en la caja recopilatoria The Later Years, la versión en CD y vinilo fueron lanzados individualmente mientras que el filme tuvo un estreno limitado en cines.

## Lista de canciones

### Primer disco
1. Shine On You Crazy Diamond, Pts. 1-5 (11:53) - (David Gilmour/Rick Wright/Roger Waters)- del álbum: Wish You Were Here
  - Nassau Coliseum, Nueva York, 20 de agosto de 1988
2. Learning to Fly - (David Gilmour/Anthony Moore/Bob Ezrin/Jon Carin) (5:24) - del álbum: A Momentary Lapse of Reason. 
  - Nassau Coliseum, Nueva York, 23 de agosto de 1988
3. Yet Another Movie - (David Gilmour/Patrick Leonard) (6:17) - del álbum: A Momentary Lapse of Reason. 
  - Nassau Coliseum, Nueva York, 19 de agosto de 1988
4. Round and Around - (David Gilmour) (0:33) - del álbum: A Momentary Lapse of Reason. 
  - Nassau Coliseum, Nueva York, 19 de agosto de 1988
5. Sorrow - (David Gilmour) (9:27) - del álbum: A Momentary Lapse of Reason. 
  - Nassau Coliseum, Nueva York, 23 de agosto de 1988
6. The Dogs of War (7:19) - (David Gilmour/Anthony Moore) - del álbum: A Momentary Lapse of Reason. 
  - Nassau Coliseum, Nueva York, 21 de agosto de 1988
7. On the Turning Away - (David Gilmour/Anthony Moore) (7:49) - del álbum: A Momentary Lapse of Reason.
  - Nassau Coliseum, Nueva York, 20 de agosto de 1988

### Segundo disco
1. One Of These Days - (David Gilmour/Rick Wright/Nick Mason/Roger Waters) - del álbum: Meddle.
2. Time - (David Gilmour/Rick Wright/Nick Mason/Roger Waters) - del álbum: The Dark Side of the Moon.
3. Wish You Were Here - (David Gilmour/Roger Waters) - del álbum: Wish You Were Here.
4. Us and Them - (Rick Wright/Roger Waters) - del álbum: The Dark Side of the Moon (no incluida en las versiones de LP).
5. Money - (Roger Waters) - del álbum: The Dark Side of the Moon.
6. Another Brick in the Wall (Part 2) - (Roger Waters) - del álbum: The Wall.
7. Comfortably Numb - (David Gilmour/Roger Waters) - del álbum: The Wall.
8. Run Like Hell - (David Gilmour/Roger Waters) - del álbum: The Wall.